# 푸르지오
푸르지오(PRUGIO)는 2003년 2월 대우건설이 만든 아파트 전문 브랜드이다. 푸르지오는 2003년 2월부터 사용된 대우건설의 상표로, 2019년 3월 브랜드 이미지를 일부 수정하였다.
다음은 대우건설에서 홍보하는 내용을 옮겨온 것이다. 푸르지오는 깨끗함, 싱그러움, 산뜻함을 표현하는 "푸르다"라는 순 우리말에, 대지, 공간을 뜻하는 "GEO"를 결합한 합성어로 자연과 환경, 그리고 인간이 하나되는 차원 높은 생활공간을 의미하며, 브랜드 심벌로 결정된 "푸르지오 나무"는 PRUGIO의 이니셜 'P'를 모티브로 푸르지오라는 대지 위에 자라나는 싱그럽고 건강한 생명을 형상화하고 있다.

## 연혁
푸르지오는 2019년 2월에 대우건설이 아파트 브랜드를 만들었다. 이후 ‘그린 프리미엄(Green Premium)’은 대우건설이 2009년 8월 26일, 2020년까지 에너지 사용량이 거의 없는 ‘제로 에너지 하우스(Zero Energy House)’를 만들겠다는 청사진 하에 만들어 낸 브랜드 전략이다. 여기에는 친환경·신재생 에너지 주거 상품 등을 포함한다.
푸르지오는 2003년 2월부터 사용된 대우건설의 상표로, 2013년 3월 브랜드를 일부 수정하였다.
푸르지오는 2013년 3월부터 사용된 브랜드를 2019년 수정했다.

## 주요 수상실적
- 7년 연속 주택공급 1위
- 건설업계 최초 서울환경상 수상
- 제 1회 대한민국 아파트 브랜드 대상 "브랜드 인지도 부분 1위 수상"
- 제 9회 살기좋은 아파트 선발대회 대통령상 수상
- 여성소비자가 뽑은 베스트 브랜드 대상 2년 연속 수상
- 건설업계 최초 한국색채대상 수상

## 써밋 갤러리
지하철 삼성역에서 도보 5분거리의 ‘써밋 갤러리’는 세상의 중심과 삶의 정상에서 누릴 수 있는 고품격 주거공간 ‘푸르지오 써밋’을 앞서 경험할 수 있는 브랜드 체험 문화공간이다. 랜드마크적인 건물 외관에서 느껴지는 디자인 미학과 돋보이는 중후함은 브랜드의 단면이다. 건물 내부는 북카페, 씨어터, 쿠킹클래스 등 다양한 복합시설을 담고 있으며 여러 가지 프로그램을 통하여 고객과 소통하는 커뮤니케이션 창구의 기능을 수행한다.

## 단지 현황

### 서울특별시

#### 영등포구
- 신길AK푸르지오: 2024년 7월 입주.
- 용인 푸르지오 원클러스터: 2028년 4월 입주예정.

### 부산광역시

#### 서구
- 대신 푸르지오 : 2018년 4월 입주.

#### 해운대구
- 해운대 센트럴 푸르지오 : 2023년 1월 입주.

### 대전광역시

#### 유성구
- 도안 푸르지오 디아델 : 입주미정.

### 대구광역시

#### 수성구
- 범어 센트럴 푸르지오 : 2019년 9월 입주.

### 전라남도

#### 무안군
- 오룡 에듀포레 푸르지오 : 2020년 7월 입주.

### 경상남도

#### 거제시
- 거제 센트럴 푸르지오 : 2018년 1월 입주.

#### 김해시
- 김해 푸르지오 하이엔드 : 2023년 8월 입주.
- 김해 푸르지오 하이엔드 2차 : 2024년 7월 입주.
- 연지공원 푸르지오 : 2022년 3월 입주.

#### 밀양시
- 밀양강 푸르지오 : 2019년 12월 입주.

### 충청남도

#### 당진시
- 당진 2차 푸르지오 : 2016년 6월 입주.

#### 서산시
- 서산 푸르지오 더 센트럴 : 2022년 9월 입주.

#### 아산시
- 한들물빛도시 지웰시티 센트럴 푸르지오 : 2022년 1월 입주.

#### 천안시

##### 서북구
- 천안 레이크타운 2차 푸르지오 : 2018년 1월 입주.

### 충청북도

#### 음성군
- 음성 푸르지오 더 퍼스트 : 2024년 10월 입주.